# Wellpinit
Wellpinit az Amerikai Egyesült Államok északnyugati részén, Washington állam Stevens megyéjében elhelyezkedő önkormányzat nélküli település.
Wellpinit postahivatala 1901 óta működik. A településnek egy általános iskolája, továbbá egy középiskolai és gimnáziumi képzést nyújtó intézménye van. A diákok 95%-a indián származású. A helység a szpokén rezervátumban található, a törzsi székhely is itt működik.
Wellpinit Sherman Alexie The Absolutely True Diary of a Part-Time Indian című regényének helyszíne.

## Éghajlat
| Hónap                         | Jan.  | Feb.  | Már.  | Ápr.  | Máj. | Jún. | Júl. | Aug. | Szep. | Okt.  | Nov.  | Dec.  | Év    |
| ----------------------------- | ----- | ----- | ----- | ----- | ---- | ---- | ---- | ---- | ----- | ----- | ----- | ----- | ----- |
| Rekord max. hőmérséklet (°C)  | 13,9  | 17,8  | 21,7  | 31,1  | 36,7 | 36,7 | 40,0 | 40,6 | 40,0  | 30,0  | 18,3  | 11,7  | 40,6  |
| Átlagos max. hőmérséklet (°C) | 1,7   | 5,0   | 11,1  | 15,6  | 20,6 | 24,4 | 30,0 | 29,4 | 24,4  | 16,1  | 6,1   | 0,6   | 15,5  |
| Átlagos min. hőmérséklet (°C) | −7,8  | −6,7  | −3,3  | −0,6  | 3,3  | 6,7  | 8,9  | 8,9  | 5,0   | −0,6  | −4,4  | −7,8  | 0,2   |
| Rekord min. hőmérséklet (°C)  | −30,0 | −33,9 | −16,7 | −11,1 | −7,8 | −5,0 | −3,9 | −4,4 | −7,2  | −13,9 | −18,0 | −33,9 | −33,9 |
| Átl. csapadékmennyiség (mm)   | 48    | 47    | 46    | 38    | 47   | 38   | 24   | 18   | 21    | 31    | 68    | 74    | 500   |
| Forrás: The Weather Channel   |       |       |       |       |      |      |      |      |       |       |       |       |       |

## Híres személy
- Sherman Alexie – indián író[5]

## Fordítás
Ez a szócikk részben vagy egészben  a   Wellpinit, Washington című angol Wikipédia-szócikk ezen változatának fordításán alapul.  Az eredeti cikk szerkesztőit annak laptörténete sorolja fel. Ez a jelzés csupán a megfogalmazás eredetét és a szerzői jogokat jelzi, nem szolgál a cikkben szereplő információk forrásmegjelöléseként.